# Natrijum salicilat
Natrijum salicilat je natrijumova so salicilne kiseline. On se može pripremiti iz natrijum fenolata i ugljen-dioksida na visokoj temperaturi i pritisku. Istorijski, on se sintetisao iz metil salicilata (koji je prisutan u zimzelenim biljkama ili kori bele vrbe reakcijom sa viškom natrijum hidroksida ili zagrevanjem pod refluksom.

## Osobine
Natrijum salicilat pripada salicilatnoj familiji. Za ovo jedinjenje je poznato da može da izazove Rejev sindrom kod dece i odraslih, obično nakon viralne infekcije kao što je influenca ili ovčije boginje. Proizvode koji sadrže salicilate ne bi trebalo davati deci.

## Upotreba
On se koristi u medicini kao analgetik i antipiretik. Natrijum salicilat takođe deluje kao nesteroidni antiinflamatorni lek (NSAID), koji indukuje apoptozu ćelija kancera a isto tako i nekrozu. On je potencijalna zamena za aspirin za ljude koji osetljivi na taj lek.

## Spoljašnje veze
- Natrijum salicilat
- Sinonimi